# S'more
Un s'more (a veces escrito smore) es un postre tradicional de Estados Unidos y Canadá, que se consume habitualmente en fogatas nocturnas como las de los exploradores (Boy Scouts o Girl Scouts) y que consiste en un malvavisco tostado y una capa de chocolate entre dos trozos de galleta Graham.

## Etimología y orígenes
S'more parece ser una contracción de la frase some more, 'un poco más'. Si bien el origen del postre no es claro, la primera versión de la receta se encuentra en la publicación Tramping and Trailing with the Girl Scouts de 1927. La receta se le atribuye a Loretta Scott Crew, quien al parecer lo hizo en una hoguera para las scouts. Se desconoce si las chicas scouts fueron las primeras en hacer s'mores, pero parece que nadie más se atribuye la autoría de este postre. Aunque se desconoce cuándo el Nombre se abrevió a s'mores, hay recetas de Some Mores publicadas en revistas de chicas scout por lo menos hasta 1971.